# Embalse de Bin el Ouidane
El embalse de Bin el Ouidane se encuentra en el uadi El Abid, el afluente más importante del río Oum Er-Rbia, en la provincia de Azilal, región de Beni Melal-Jenifra, en Marruecos, a 28 kilómetros al sur de Beni Melal. La presa fue diseñada por la empresa francesa Coyne y Bellier, con un doble objetivo: la producción de energía eléctrica y el regadío.

## Características
La presa, de bóveda de hormigón, tiene 133 m de altura y 290 m de longitud. Las obras se iniciaron en 1948 y se terminaron en 1953. Mientras el río se dirige hacia el sudoeste, un túnel que atraviesa el macizo de Tazerkount, lleva las aguas del embalse hacia la central hidroeléctrica situada en Afourer, al noroeste, donde además de producir unos 287 GW anuales, riega más de 100.000 ha de tierras fértiles en la llanura de Tadla, con una producción en 2011 de 135.000 t de azúcar de remolacha y 13 millones de litros de leche. 
El embalse, de unos 15 km de longitud, es alimentado por los ríos El Abid y Asif Melloul, que nacen en el Alto Atlas, al este, a cerca de 3.000 m de altitud. Por su parte inferior, después de la presa, el río El Abid atraviesa la garganta de El Ouzoud-el-Abid, donde se encuentran las cascadas de Ouzoud, y unos 30 km más abajo, desemboca en el Oum Er-Rbia.
El embalse está separado de la llanura, al norte, por el macizo de Tazerkount, de 1700 m de altitud. Un puerto de montaña lleva a la localidad de Afourer y a la ciudad de Beni Melal. Por las vertientes que lo rodean se multiplican olivos, almendros, encinas y cultivos de cebada, trigo y leguminosas. En sus aguas se encuentran el lucio, el black bass y la lucioperca.